# Panagia Karmiotissa

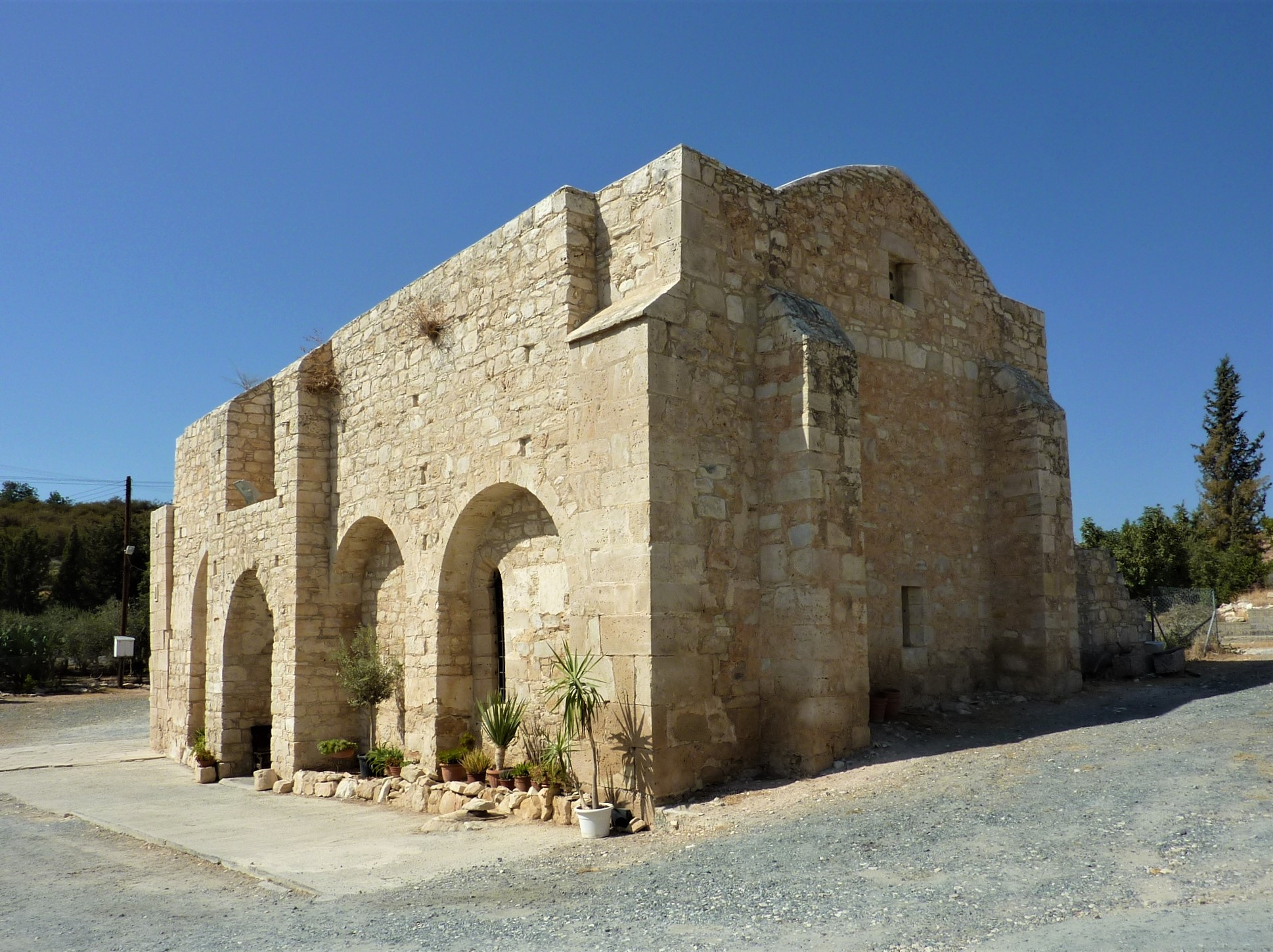
Panagia Karmiotissa

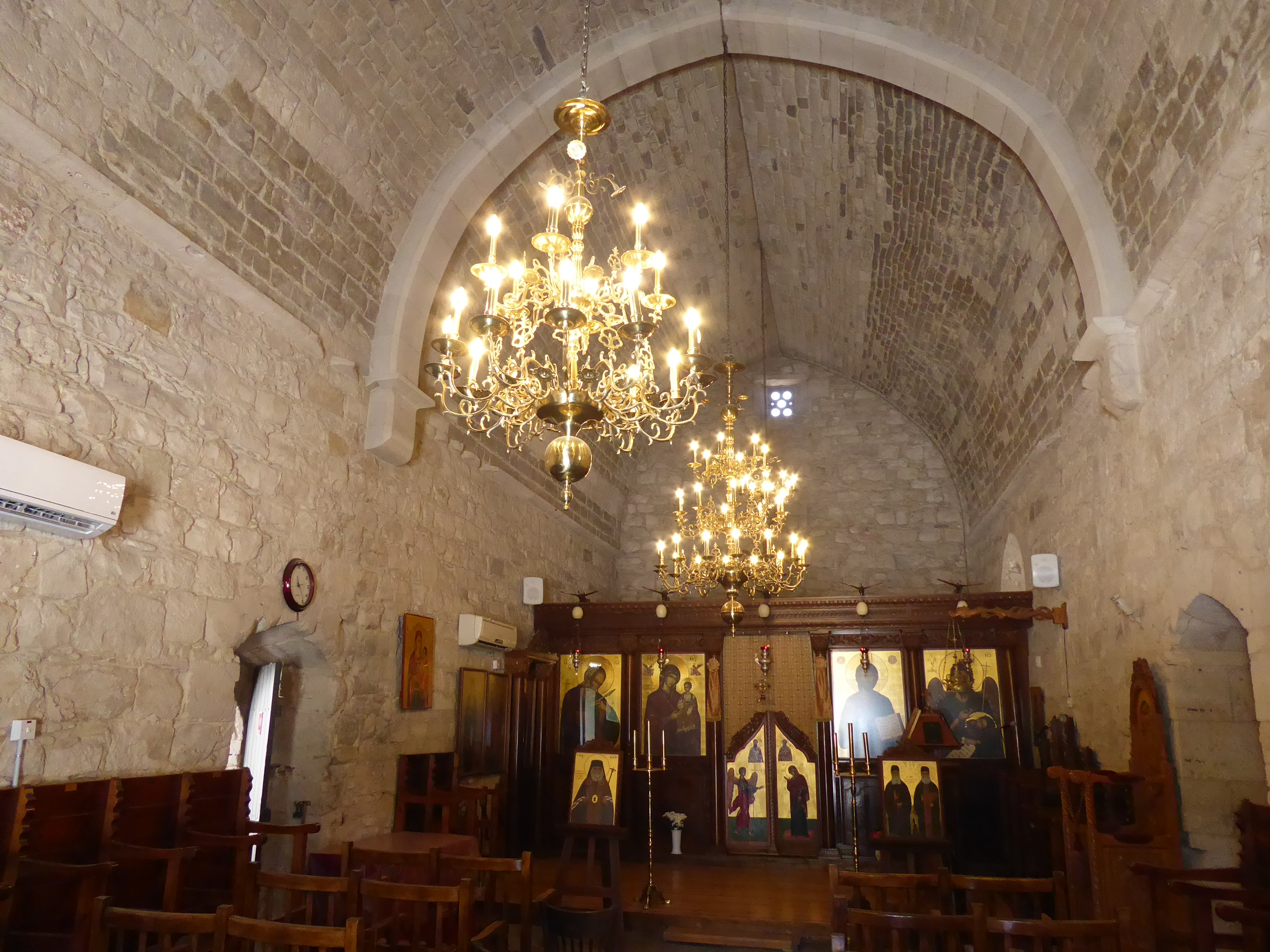
Inneres

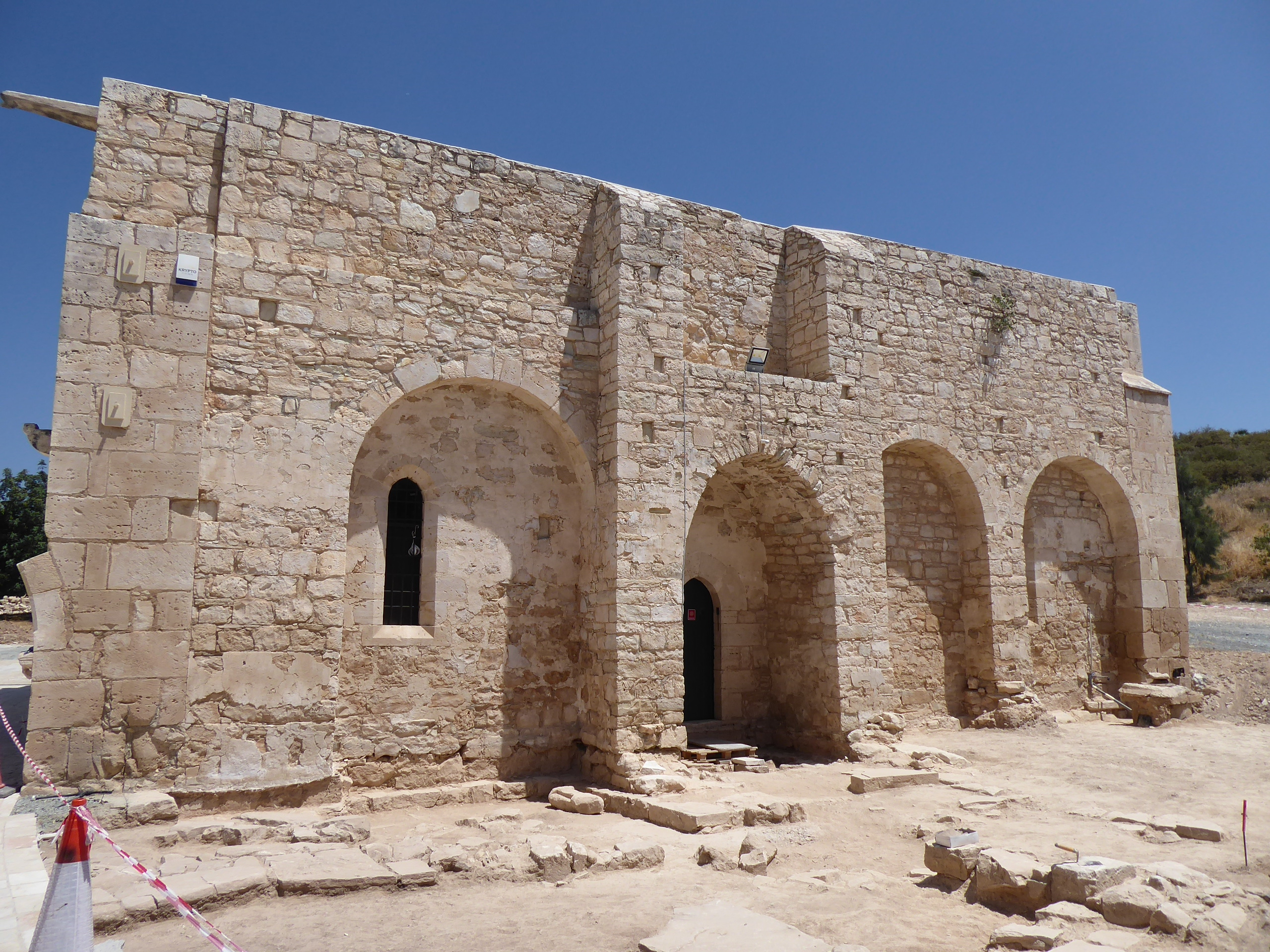
Archäologische Ausgrabungen, 2018

Die Panagia Karmiotissa ist eine frühere Klosterkirche der Karmeliten in Limassol auf Zypern. Die Kirche ist heute Wallfahrtskirche der orthodoxen Kirche von Zypern nahe einer als wundertätig verehrten Quelle. Sie ist der einzig erhaltene gotische Sakralbau in Limassol aus der fränkischen Kreuzfahrerherrschaft des Hauses Lusignan auf Zypern.

## Geschichte
Die genauen Gründungsumstände der Niederlassung der Karmeliten in den Bergen vor den Toren Limassols sind nicht bekannt. Vermutlich ließen sich Ordensangehörige nieder im Zusammenhang mit dem lateinischen Patriarchen von Konstantinopel, dem hl. Peter Thomas, der Karmelit war und den Orden auf Zypern förderte. Er verstarb 1365 im Karmelitenkloster Famagusta.
Die Klosterkirche, deren Errichtung durch die Antikenverwaltung der Republik von Zypern in das 14. Jahrhundert datiert wird, wurde in strengen gotischen Formen ohne jeglichen baulichen Schmuck rektangulär einschiffig mit geradem Chorschluss errichtet und von wenigen Lanzettfenstern beleuchtet. Der Innenraum wird von einer Spitzbogentonne überwölbt und erinnert in seiner herben Ausführung an das Karmelitenkloster von Saint-Hilaire bei Ménerbes in Südfrankreich, das 1254 durch aus dem Heiligen Land heimgekehrte Karmeliten gegründet worden war. Nach der Einnahme Limassols durch die Osmanen im Juli 1570 wurde die Klosterkirche nicht zerstört und gelangte in der Folge in die Hände der Orthodoxen.
Die Kunsthistoriker Camille Enlart und George Jeffery konnten an der Westseite der Klosterkirche um 1900 noch die Reste eines Narthex begutachten, wo sich die kleine Skulptur eines Ordensbruders der lateinischen Kirche fand, den Jeffery als Karmelit deutet. Heute finden sich nur noch Ansatzstellen eines Narthex an der Westseite mit Konsolen, die figürliche Darstellungen zeigen. 2018 fanden an der Kirche archäologische Ausgrabungen statt, die 2023/24 fortgesetzt wurden. Dabei konnten archäologische Belege für einen Beginn der Besiedlung bereits für das 13. Jahrhundert nachgewiesen werden.